# Вознесенский сельсовет (Курганская область)
Вознесе́нский сельсове́т — муниципальное образование со статусом сельского поселения в Далматовском районе Курганской области Российской Федерации.
Административный центр — село Вознесенское.

## История
В соответствии с Законом Курганской области от 6 июля 2004 года № 419 сельсовет наделён статусом сельского поселения.

## Население
| 1989 | 2002 | 2010 | 2012 | 2013 | 2014 | 2015 |
| ---- | ---- | ---- | ---- | ---- | ---- | ---- |
| 636  | ↘525 | ↘347 | ↘331 | ↘308 | ↘280 | ↘272 |
| 2016 | 2017 | 2018 | 2019 | 2020 |      |      |
| ↘258 | ↘253 | ↘233 | →233 | ↘224 |      |      |

## Состав сельского поселения
| № | Населённый пункт | Тип населённого пункта       | Население |
| - | ---------------- | ---------------------------- | --------- |
| 1 | Вознесенское     | село, административный центр | ↘197      |
| 2 | Язовка           | деревня                      | ↗151      |